# Dubiraphia harleyi
Dubiraphia harleyi är en skalbaggsart som beskrevs av Barr 1984. Dubiraphia harleyi ingår i släktet Dubiraphia och familjen bäckbaggar. Inga underarter finns listade i Catalogue of Life.